# The Outsider (film 2018)
The Outsider è un film del 2018 diretto da Martin Zandvliet con protagonista Jared Leto.

## Trama
Nick Lowell è un soldato americano prigioniero in Giappone poco dopo la Seconda guerra mondiale che un giorno assiste al tentativo di suicidio di un prigioniero, che riesce a fermare. I due vengono messi in cella insieme e il giapponese si presenta a Lowell, dichiarando di chiamarsi Kiyoshi e che i suoi fratelli hanno un piano per farlo evadere. Una volta fuori, Kiyoshi fa uscire Nick, a cui viene ordinata la prima missione per conto della famiglia Shimatsu. Nick ottiene la fiducia di Kiyoshi ma allo stesso tempo si attira l'invidia di Orochi, membro della famiglia geloso delle attenzioni riservate allo straniero americano. Nick conosce Miyu, sorella di Kiyoshi, con cui inizia una serie di incontri in segreto e poco tempo dopo, la sua entrata nella famiglia viene ufficialmente siglata dal padrino a cui Nick offre, in segno di rispetto, il mignolo e l'anulare della mano sinistra. Inoltre Lowell inizia a farsi tatuare numerosi simboli sul corpo, come gli altri yakuza. I contrasti sempre più frequenti portano la famiglia Shimatsu a scontrarsi con la più potente famiglia Seizu per il controllo di alcuni territori. Nick nel frattempo scopre che Miyu è incinta e dopo averlo comunicato all'amico Kiyoshi, quest'ultimo gli permette di amarla e gli ricorda che sarà sempre necessario che la protegga. Kiyoshi muore assassinato in uno scontro dei Seizu a cui segue una guerra che si conclude con la morte del padrino e la fine della famiglia Shimatsu. Il responsabile è Orochi, che ha tradito la propria famiglia a causa di Nick, che oltre a portargli via il compagno Kiyoshi, gli ha anche tolto Miyu. Nick allora, armato di katana si introduce nella casa dei Seizu e chiede uno scontro con Orochi. Orochi rifiuta e lo ignora ma durante pochi attimi di distrazione, Nick afferra l'arma e gli taglia la gola. Il padrino dei Seizu lo lascia andare, consapevole che l'americano era solo intenzionato a ridare onore a Kiyoshi. Tornato a casa, ad accoglierlo trova Miyu e i restanti membri della famiglia Shimatsu, che si inchinano a lui, ormai divenuto il nuovo padrino.

## Produzione
Inizialmente il protagonista del film doveva essere Michael Fassbender con Daniel Espinosa alla regia; successivamente Takashi Miike subentrò come regista con Tom Hardy protagonista. Alla fine, il regista scelto è stato Martin Zandvliet, che inizialmente voleva Jeremy Renner come protagonista, ma il 5 aprile 2016 Jared Leto viene annunciato per il ruolo.
Per immedesimarsi nel ruolo di Nick Lowell, Leto si è lasciato crescere barba e capelli lunghi per gran parte del 2016, per avere l'aspetto di un prigioniero di guerra americano.
Le riprese del film sono iniziate nell'ottobre 2016 a Tokyo, e sono terminate il 30 novembre dello stesso anno.

## Promozione
Il primo trailer del film viene diffuso il 22 febbraio 2018.

## Distribuzione
La pellicola è stata distribuita in tutto il mondo su Netflix a partire dal 9 marzo 2018.

## Accoglienza

### Critica
Il film ha ricevuto recensioni negative dalla critica.